# Kanton La Seyne-sur-Mer-2
Der Kanton La Seyne-sur-Mer-2 ist seit 2015 ein französischer Wahlkreis für die Wahl des Départementrats im Arrondissement Toulon, im Département Var und in der Region Provence-Alpes-Côte d’Azur; sein Bureau centralisateur befindet sich in La Seyne-sur-Mer.

## Gemeinden
Der Kanton besteht aus drei Gemeinden und Gemeindeteilen mit insgesamt 52.750 Einwohnern (Stand: 1. Januar 2022) auf einer Gesamtfläche von 38,46 km²:
| Gemeinde                  | Einwohner 1. Januar 2022 | Fläche km² | Dichte Einw./km² | Code INSEE | Postleitzahl |
| ------------------------- | ------------------------ | ---------- | ---------------- | ---------- | ------------ |
| La Seyne-sur-Mer          | 9.843                    | 6,76       | 1.456            | 83126      | 83500        |
| Saint-Mandrier-sur-Mer    | 6.064                    | 5,12       | 1.184            | 83153      | 83430        |
| Six-Fours-les-Plages      | 36.843                   | 26,58      | 1.386            | 83129      | 83140        |
| Kanton La Seyne-sur-Mer-2 | 52.750                   | 38,46      | 1.372            | 8317       | –            |

1. ↑   Nur der südwestliche Teil der Gemeinde, der Rest gehört zum Kanton La Seyne-sur-Mer-1.